# Osmoxylon umbelliferum
Osmoxylon umbelliferum är en araliaväxtart som först beskrevs av Jean-Baptiste Lamarck, och fick sitt nu gällande namn av Elmer Drew Merrill. Osmoxylon umbelliferum ingår i släktet Osmoxylon och familjen Araliaceae. Inga underarter finns listade.